# Haro Slok
Haro Slok (Amsterdam, 13 mei 1965) is een Nederlands muziekproducent en in mindere mate ook musicus.
Zijn muzikale loopbaan begon als musicus in diverse begeleidingsbands. Hij trad op met bijvoorbeeld Marcel de Groot en Centerfold. Hij werkte vervolgens als producent met uiteenlopende artiesten van Volumia! tot André van Duin, van Liesbeth List tot Herman Brood en van Tony Scott tot Kane. Hij heeft enige tijd samengewerkt met Henkjan Smits (1996-2001). Zij vormden het producersduo Slok&Smits.
Haro Slok geeft nu piano / keyboard-, en drumles.